# When You’re Smiling
When You’re Smiling (The Whole World Smiles at Me) ist ein Popsong, den Mark Fisher, Joe Goodwin und Larry Shay verfassten und 1928 veröffentlichten. Der Song wurde ab den 1930er-Jahren zu einem beliebten Jazzstandard.

## Hintergrund
Der Song beginnt mit den Zeilen:
When you're smiling, when you're smiling,
The whole world smiles with you.
When you're laughing, when you're laughing,
The sun comes shining through.

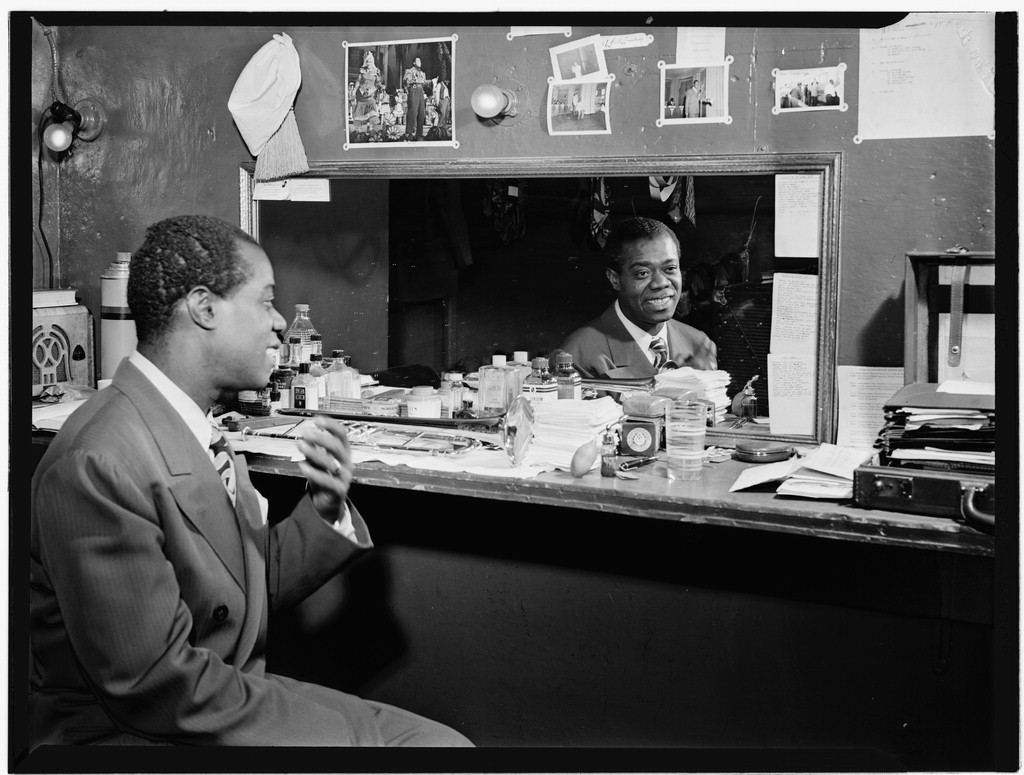
Louis Armstrong in der Garderobe des New Yorker Nachtclubs Aquarium, ca. 1946. Fotografie von William P. Gottlieb

Die Melodie der ersten vier Takte des Refrains offenbart dessen Harmonien: B-Dur, B-Dur/Septakkord, G-Dur/Septakkord und c-Moll. „Bei der Textzeile But when you're crying you bring on the rain werden dunklere Harmonien und Chromatismen verwandt, aber die heiteren Harmonien beherrschen den letzten Liedabschnitt, um dem Song zu einem glücklichen Abschluss zu bringen.“

## Erste Aufnahmen und spätere Coverversionen
Populär wurde When You’re Smiling in den Vereinigten Staaten zunächst durch die Versionen von Seger Ellis (1928), Louis Armstrong (Okeh, 1929) und Ted Wallace (1930). Armstrong spielte den Song im Laufe seiner Karriere noch mehrmals ein. Zu den weiteren Musikern, die den Song ab 1929 coverten, gehörten das Devine’s Wisconsin Roof Orchestra (Broadway), die Louisiana Rhythm Kings um Red Nichols (Vocalion), King Oliver (Victor, mit Frank Marvin, Gesang) und das Duke Ellington Orchestra (unter dem Pseudonym The Ten Blackberries für Banner, mit Irving Mills, Gesang), Jimmie Noone's Apex Club Orchestra (Vocalion) und Arthur Ross and his Westerners (Harmony 687, mit Arthur Schutt, Piano und Arthur Fields, Gesang). In England nahm in 1932 Nat Gonella auf. Der Countrysänger Cliff Bruner (1938) coverte ihn ebenfalls.
Der Diskograf Tom Lord listet im Bereich des Jazz insgesamt 538 (Stand 2015) Coverversionen, von denen die Aufnahmen von Nat King Cole, Judy Garland, Benny Goodman, Billie Holiday, Dick Hyman, Ted Lewis, Art Pepper, Frank Sinatra, Benny Waters hervorzuheben sind. When You’re Smiling ist auch ein beliebter Standard vieler Revival- und Dixielandbands, wie der Dutch Swing College Band. In neuerer Zeit wurde er auch von Dr. John (mit der Dirty Dozen Brass Band), Bill Stewart (mit Joe Lovano, Dave Holland und Marc Copland, 1990), Warren Vaché mit der New York City All-Star Big Band (2000) und von Mike Barone’s Big Band (2005) interpretiert.
When You’re Smiling fand auch Verwendung in mehreren Filmen; The King’s Men sangen ihn in You're a Lucky Fellow, Mr. Smith (1943, Regie Felix E. Feist). Frank Sinatra sang ihn in Zu allem entschlossen (1951), Roberta Flack in Der Millionenraub (1971) und Louis Armstrongs Aufnahme von 1929 wurde im Soundtrack von Cotton Club verwendet. Repräsentativ für das Jahr 1928 nahm die Musikzeitschrift Variety den Song in ihre Liste Hit Parade of a Half Century auf.